# Ewerd Ferber
Ewerd Ferber (* 1387 in Kalkar am Niederrhein; † 21. März 1451 in Danzig, Polnisch-Preußen) war ein deutscher Fernhandelskaufmann, Reeder und Stammvater des einflussreichen Danziger Patriziergeschlechts Ferber.

## Leben
Ewerd Ferber ließ sich 1415 aus dem niederrheinischen Kalkar mit seinem Halbbruder Govel in Danzig nieder.
1427 erhielt er vom Vater seiner zweiten Frau nach der Hochzeit das Haus in der Brotbänkengasse 16  (später Englisches Haus) überschrieben.
Die Halbbrüder waren als Fernkaufleute tätig. Sie besaßen Schiffsanteile und waren Mitreeder. Aus Schweden sind der Kauf eines Kreiers und ein Handelsprozess bezeugt. 1443 ließ Ewerd Ferber aus Kalkar seinen Geburtsbrief für den Rat der Stadt Danzig bestätigen. 
1448 kaufte Ferber von der Familie seiner dritten Ehefrau die Trinitatiskapelle in der Marienkirche, die später zur Grabstätte der Familie wurde (Ferberkapelle).

## Ehen und Nachkommen
Ewerd Ferber war dreimal verheiratet und hatte 10 Kinder, darunter
- Johann Ferber (1430–1501), Bürgermeister von Danzig 1479–1501